# Tetrachondraceae
Tetrachondraceae er en lille familie med kun to slægter og 4 arter i Patagonien, New Zealand og Australien og subtropisk til tropisk Sydamerika. Alle arterne er krybende stauder med modsatte blade og 4-tallige blomster. Arterne indeholder sorbitol (som næsten eneste kulhydrat) og glucosidet cornosid.
| Slægter |

- Polypremum
- Tetrachondra

## Eksterne link
- Artikel om slægtskabet mellem Polypremum og Tetrachondra